# Joachim Wilhelm Marschall von Bieberstein
Joachim Wilhelm Marschall von Bieberstein (* 12. Januar 1627 Gut Ebersbach; † 5. März 1691 in Merseburg) war ein sachsen-merseburgischer Rat, Hofmeister und Obersteuereinnehmer.
Joachim Wilhelm Marschall von Bieberstein wurde als zweiter Sohn des Alexander Marschall von Bieberstein und dessen Ehefrau Johanna Barbara, geb. von Milckau, auf dem väterlichen Gut Ebersbach bei Döbeln geboren und am darauf folgenden 30. Januar getauft. 1637 geben ihn seine Eltern, zusammen mit seinem älteren Bruder Georg Job Marschall von Bieberstein, nach Döbeln in die Obhut des dortigen Oberpfarrers Schütz, wo er die Stadtschule besucht. 1640 Wechsel, wiederum zusammen mit seinem Bruder, an die Landesfürstenschule nach Meißen und im Mai 1643 an die Universität Wittenberg, wo er bis 1645 die Fächer Philosophie, Geschichte und Jura belegt. 1646 erhält er Gelegenheit, als Mitglied der sächsischen Delegation den Friedensverhandlungen zu Münster und Osnabrück beizuwohnen, bis er im Sommer 1647 wieder in die Heimat zurückkehrt, nachdem er im Dezember 1646 in Münster Opfer eines Raubüberfalls wurde, bei dem ihm lebensgefährliche Verletzungen beigebracht wurden, unter deren Folgen er sein Leben lang zu leiden hat. Die Zeit der Rekonvaleszenz verbringt Joachim Wilhelm bei seinem Onkel Georg Wilhelm von Milckau, bis ihn 1649 Kurfürst Johann Georg I. von Sachsen als Page („Tafelsteher“) in seine Dienste nimmt. Schon am 1. November 1650 wechselt er als Kammerjunker  in die Dienste des Herzogs Christian von Sachsen-Merseburg. Am 19. Juli 1657 Ernennung zum Hof- und Justizrat und in dieser Eigenschaft Teilnahme an mehreren auswärtigen Dienstreisen, so noch 1657 nach Prag zu Verhandlungen mit der böhmischen Krone, im April 1658 zu den Krönungsfeierlichkeiten Kaiser Leopolds I. nach Frankfurt am Main sowie 1661, 1663 und 1666 als Delegierter zum sächsischen Landtag in Dresden. Im Jahre 1657 erwirbt Joachim Wilhelm das Gut Bennstedt bei Halle von Wolf Thilo von Trotha und baut das alte Trothasche Haus in der Folgezeit zu einem barocken Herrensitz mit ausgedehnten Parkanlagen um. Am 31. August 1658 Eheschließung mit Armgard von Hahn auf dem Bennstedt benachbarten Schloss Seeburg, Schwester des Grafen Christian Wilhelm von Hahn auf Seeburg und Remplin (1621–1686), Tochter des Werner von Hahn (1583–1634) und der Armgard von Bartensleben (1595–1666). Aus dieser Ehe, die mit dem Tod Armgards am 21. August 1684 endet, geht ein Sohn, Christian Marschall von Bieberstein (1662–1721), hervor. Am 14. Mai 1663 Einsetzung als kursächsischer Obersteuereinnehmer, in der Folgezeit als Hofmarschall der Herzogin Christiane von Sachsen-Merseburg. Wiederverheiratung auf der herzoglichen Residenz zu Merseburg am 2. Juni 1685 mit Catharina Elisabeth von Kardorff. Am 5. März 1691 verstarb Joachim Wilhelm zu Merseburg und wird am 31. März in der Familiengruft zu Bennstedt beigesetzt.
| Personendaten    | Personendaten                                                                     |
| ---------------- | --------------------------------------------------------------------------------- |
| NAME             | Marschall von Bieberstein, Joachim Wilhelm                                        |
| KURZBESCHREIBUNG | Hochfürstlicher Sächsisch-Merseburgischer Rat, Hofmeister und Obersteuereinnehmer |
| GEBURTSDATUM     | 12. Januar 1627                                                                   |
| GEBURTSORT       | Gut Ebersbach bei Döbeln                                                          |
| STERBEDATUM      | 5. März 1691                                                                      |
| STERBEORT        | Merseburg                                                                         |